# Ma terre et mon peuple
My Land and My People
Ma terre et mon peuple (titre original en anglais : My Land and My People) est le premier livre et la première autobiographie du 14e dalaï-lama. Publié en 1962, l'ouvrage  décrit ce qu'il appelle l'invasion et l'occupation chinoises du Tibet à un large auditoire, trois ans après que le dalaï-lama fut contraint de fuir le Tibet pendant le soulèvement tibétain de 1959. Écrit en tibétain (tibétain : ངོས་ཀྱི་ཡུལ་དང་ངོས་ཀྱི་མི་མང, Wylie : ngos kyi yul dang ngos kyi mi mang), il a été traduit en anglais et mis en forme par David Armine Howarth, ou écrit avec lui. Traduit en français par Yves Massip et publié par les éditions John Didier en 1963, il a été traduit à nouveau par Alain Rodari et réédité sous le titre Mon pays et mon peuple en 1984 chez Olizane. Sa seconde autobiographie, Au loin la liberté, a été publiée en 1991. À l'occasion d'une réimpression pour le film Kundun en 1997, le dalaï-lama a déclaré à propos de Mon pays et mon peuple que l'ouvrage est à la fois authentique et autobiographique.

## Résumé
Dans le livre, le dalaï-lama donne une brève description de sa vie méconnue au Tibet et parle de l'occupation chinoise, qui a atteint le plus haut degré durant son exil. L'information sur le statut du peuple tibétain, comme l'espérait le dalaï-lama, remplacera les idées fausses à propos du Tibet et montra pourquoi le Tibet avait besoin d'une aide extérieure.

## Version anglaise
En 1961 David Armine Howarth rendit une longue visite au dalaï-lama dans les Himalaya pour le conseiller sur son autobiographie. David Howarth fut le nègre littéraire de l'ouvrage. Le livre fut écrit en anglais avec son assistance et celle de l'interprète Sonam Topgyal Kazi. En 1978, il n'y avait que peu d'ouvrages au sujet du 14e dalaï-lama en dehors de son autobiographie Mon pays et mon peuple, ce qui incita Michael Harris Goodman à écrire Le Dernier Dalaï-Lama ?, une biographie publiée en 1986.

## Publication en France
En 1963, l'éditeur de la traduction en français de l'autobiographie du dalaï-lama sollicita une interview de Thoupten Phuntshog et de Dagpo Rinpoché par Pierre Dumayet est diffusée dans l'émission Lectures pour tous.

## Censure en république populaire de Chine
Une copie secrète de l'autobiographie du dalaï-lama interdite au Tibet y circula. Elle incita Tenzin Bagdro à travailler pour le respect des droits de l'homme pour les Tibétains avant son arrestation en 1987.

## Traduction en cinghalais
La traduction cinghalaise de l'autobiographie a été effectuée par Jinadasa Hewage et publié par l'Association bouddhiste tibétaine du Sri Lanka.
Irida Lankadeepa (en), un quotidien sri-lankais, a débuté le 19 novembre 2017 la publication hebdomadaire de l'autobiographie. Mais sous la pression de l'ambassade de Chine à Colombo a été contraint d'y mettre fin en 2018. Le Dr Damenda Porage président de la Sri Lankan Tibetan Buddhist Brotherhood Society, et Ruwan Harischandra, principal traducteur cinghalais de l'autobiographie, a exhorté le quotidien à poursuivre la publication, qui était auparavant prévue comme une série hebdomadaire de cinquante chapitres.

## Accueil critique
Marguerite Yourcenar déclara à propos de l'ouvrage qu'il est « un des plus grands témoignages de notre époque ».
Pour le tibétologue et historien Turrell Wylie, il s'agit d'un document de politique contemporaine sur l'occupation communiste chinoise du Tibet, les événements de la révolte de 1959, et la fuite du dalaï-lama en exil en Inde. C'est un compte rendu de la destruction communiste d'une culture et d'une société qui existe depuis plus de mille ans. L'ouvrage apporte un nouvel éclairage sur nombre d'aspects de la révolte tibétaine. Ainsi, les lettres controversées écrites par le dalaï-lama à Tan Kuan-san, commissaire politique de l'Armée populaire de libération, qui ont été citées ultérieurement par les communistes pour montrer que le dalaï-lama avait été enlevé par les Tibétains contre sa volonté, sont expliquées en détail.
Pour l'historien Tsering Shakya, il ne faut pas s'attendre à ce que les autobiographies du dalaï-lama contiennent une relation exacte des événements historiques, elles sont écrites pour la consommation du grand public et pour obtenir des appuis à la cause tibétaine.
Pour l'écrivain britannique Pico Iyer, cette première autobiographie du dalaï-lama donne une vue inestimable de ses pensées et de ses projets peu après son exil.

## Éditions
En anglais :
- My Land and My People, New York, Potala Publications, 1962.
- My Land and My People : The Original Autobiography of His Holiness the Dalai Lama of Tibet (préf. Melissa Mathison), Grand Central Publishing, 1997, 256 p. (ISBN 978-0-446-67421-8, présentation en ligne).

En français :
- Ma terre et mon peuple (trad. Yves Massip), Paris, éditions John Didier, 1963, 301 p..
- Mon pays et mon peuple : mémoires (trad. de l'anglais par Alain Rodari), Genève, Olizane, 1984, 238 p. (ISBN 2-88086-018-0).

En japonais : 
- Dalai Lama XIV, Hisao Kimura, Chibetto waga sokoku: Darai Rama jijoden, Institut de recherche asiatique, Université d'Asie, 1986, Éditeur Chūō Kōronsha, 1989,  (ISBN 4-12-201649-5 et 9784122016491), révisé en 2001, nouvelle édition 2015.